# Carpathonesticus ljovuschkini
Carpathonesticus ljovuschkini es una especie de araña araneomorfa del género Carpathonesticus, familia Nesticidae. Fue descrita científicamente por Pichka en 1965.
Se distribuye por Rumania. El prosoma de la hembra mide aproximadamente 1,63 milímetros de longitud.